# ルイージ・プッチアンティ
ルイージ・プッチアンティ（イタリア語: Luigi Puccianti, 1875年6月11日 - 1952年6月9日）は、イタリアの物理学者である。感度のよい分光器の発明で知られ、その分光器を用いて化合物の赤外線吸収、分子構造とスペクトルの関係性、金属とハロゲンの放出スペクトルについて研究した。また、X線の波長を回折格子を用いて測定する方法を提案した。
ノーベル賞受賞者であるエンリコ・フェルミの博士課程での指導教員でもある。
プッチアンティは1898年にピサ大学でアンジェロ・バタリの下で博士号を得た。